# فيرنر بيست
فيرنر بيست (بالألمانية: Werner Best )‏ (و. 1903 – 1989 م) هو جندي، وسياسي، ودبلوماسي، ومحامي، ومحامي، وقاضي من الإمبراطورية الألمانية، وجمهورية فايمار، وألمانيا النازية، وألمانيا الغربية، ولد في دارمشتات، كان عضوًا في الحزب النازي، والحزب الديمقراطي الحر، وكان عضوًا في شوتزشتافل، ويحمل رتبة عسكرية أوبر غروبن فوهرر، توفي في مولهايم أن در رور، عن عمر يناهز 86 عاماً.

## مناصب
تولى منصب سفير ألمانيا لدى الدنمارك.

## التعليم
تعلم في جامعة هايدلبرغ.

## روابط خارجية
- فيرنر بيست على موقع مونزينجر (الألمانية)